# Корнинський район
Ко́рнинський райо́н — адміністративно-територіальна одиниця УРСР, що існувала з 1923 по 1931 та з 1935 по 1957 роки в складі Білоцерківської округи, Київської та Житомирської областей. Районний центр — смт Корнин.

## Історія та адміністративний устрій
Район було утворено 7 березня 1923 року у складі Білоцерківської округи Київської губернії. До складу увійшли 15 сільських рад колишніх Корнинської та Лучинської волостей Сквирського повіту. Проте вже 27 березня 1925 року 2 сільради — Дідівщинська та Томашівська, відійшли до Фастівського району.
17 червня 1925 року підпорядковано сільські ради ліквідованого Ходорківського району: Биківську, Озерянську, Пустельницьку, Скочищенську та Ходорківську.
8 січня 1926 року в складі району було утворено Западнянську сільську раду. 2 вересня 1930 року було скасовано поділ УРСР на округи, через що, від 15 вересня 1930 року, Корнинський район, як і решта окремих адміністративних одиниць, перейшов у безпосереднє підпорядкування до республіканського центру.
5 лютого 1931 район був ліквідований, територія підпорядковувалася Попільнянському району.
Відновлений 17 лютого 1935 року в складі Київської області. До відновленого району увійшли 20 сільських рад Попільнянського району: Биківська, Білківська, Велико-Голяківська, Гнилецька, Западнянська, Королівська, Корнинська, Кривенська, Липківська, Лисівська, Лучинська, Мохнацька, Озерська, Пустельниківська, Скочищенська, Соболівська, Сущанська, Турбівська, Федорівська, Ходорківська. 14 листопада 1935 року до Королівської сільської ради Корнинського району було передане хутір Мишерине Брусилівського району.
22 вересня 1937 року було утворено Житомирську область з Корнинським районом у складі.
В 1941-43 роках територія району входила до складу гебітскомісаріату Коростишів Генеральної округи Житомир. Було утворено Малоголяківську сільську управу.
14 листопада 1954 року було ліквідовано 7 сільських рад: Биківську, Западнянську, Липківську, Лисівську, Личе-Раківську, Пустельниківську та Федорівську. 22 травня 1957 року Великогуляківську сільську раду було передано до складу Фастівського району.
28 листопада 1957 року Указом Президії Верховної Ради УРСР район було ліквідовано, територія увійшла до складу Попільнянського району.

## Населення
Згідно з Всесоюзним переписом населення 1926 року в Корнинському районі мешкало 38 194 особи (48,24 % або 18 396 чоловіків та 51,76 % або 19 798 жінок). З них 39,4 % або 15 025 були письменними. Рівень письменності серед чоловіків — 53,68 %, жінок — 26,01 %.
Розподіл населення за рідними мовами був наступним:
| Рідна мова | Кількість | Частка, % |
| ---------- | --------- | --------- |
| українська | 37193     | 97,53     |
| польська   | 223       | 0,58      |
| єврейська  | 500       | 1,31      |
| російська  | 202       | 0,53      |
| інші       | 16        | 0,04      |

Національний склад населення за даними перепису 1926 року:
| Національність | Кількість | Частка, % |
| -------------- | --------- | --------- |
| українці       | 36719     | 96,29     |
| поляки         | 681       | 1,79      |
| євреї          | 557       | 1,46      |
| росіяни        | 144       | 0,38      |
| інші           | 33        | 0,09      |

За даними перепису населення СРСР 1939 року чисельність населення району становила 30 249 осіб, з них українців — 27 896, росіян — 975, німців — 93, євреїв — 256, поляків — 686, інших — 343.